# Place du Docteur-Alfred-Fournier
Pour les articles homonymes, voir Alfred Fournier et Fournier.
La place du Docteur-Alfred-Fournier est une voie du 10e arrondissement de Paris, en France.

## Situation et accès
La place du Docteur-Alfred-Fournier est une voie publique située dans le 10e arrondissement de Paris. Elle débute rue Bichat et se termine avenue Richerand.

## Origine du nom
Elle porte le nom de Jean-Alfred Fournier (1832-1914), médecin dermatologue français, spécialisé en vénérologie.

## Historique
La place est créée et prend sa dénomination actuelle en 1932.

## Bâtiments remarquables et lieux de mémoire
- Au no 2 : l'hôpital Saint-Louis.